# Георги Икономов (Струга)
 Тази статия е за просветния деец от Струга.  За други значения вижте Георги Икономов.  
Георги Христов (Попхристов) Икономов или Икономович е български просветен деец от Македония, преподавал повече от 30 година в Струга, Охрид и на други места.

## Биография
Георги Икономов е роден в западномакедонския град Струга, тогава в Османската империя, в 1836 или 1837 година. Основно образование получава в класа на Димитър Миладинов, а по-късно се жени за дъщеря му Милица. През 1864 година става главен учител на българското училище в Струга. Занимава се с църковна музика и има особени заслуги за организирането на градския църковен хор. През 1863 година подготвя учебник по нотно пеене. Работи като учител в Дебър. Наклеветен от владиката Александър Дебърски, около 1890 година е принуден със семейството и тъща си Митра Миладинова да бяга в Свободна България. Там работи в Софийското статистическо бюро.
Умира около 1914 година в София.